# Jagged Little Pill
Jagged Little Pill je třetí album Alanis Morissette, vydáno bylo 13. června 1995. Nahrála jej ve Westlake Studios and Signet Sound v Hollywoodu, vydaly jej společnosti Maverick a Reprise.
Patří mezi dvacet nejlépe prodávaných alb historie hudby.

## Skladby
1. All I really want
2. You oughta know
3. Perfect
4. Hand in my pocket
5. Right through you
6. Forgiven
7. You learn
8. Head over feet
9. Mary Jane
10. Ironic
11. Not the doctor
12. Wake up